# Философия обыденного языка
Филосо́фия обы́денного языка́ (англ. ordinary language philosophy), философия лингвисти́ческого ана́лиза — одна из школ лингвистической философии, рассматривающая традиционные философские проблемы как основанные на ошибочном понимании философами того, что в действительности означают обычные слова, искажении смысла обычных слов.
Обычно этот подход предполагает воздержание от формулирования философских «теорий» в пользу более близкого внимания к деталям каждодневного употребления «обыденного» языка. Ассоциируется с работами Джона Остина, Гильберта Райла, Г. Л. А. Харта, Питера Стросона, Джона Сёрла и поздними работами Людвига Витгенштейна.
Э. К. Грэлинг, исследователь творчества Витгенштейна, уверен, что несмотря на то, что работы Витгенштейна, вероятно, сыграли «второ- или третьестепенную [роль в развитии] философского рассмотрения языка, что было доминирующим умонастроением в середине века», ни Гильберт Райл, ни кто-либо из тех, кто принадлежал так называемой школе «Философии обыденного языка» (ассоциирующейся в первую очередь с Джоном Остином), не был витгенштейнианцем. И что более важно, Грэлинг отмечает, что «большинство из них не были подвержены влиянию поздних идей Витгенштейна, а некоторые явно противостояли ему».
Само название этой философской школы происходит из противопоставления этого подхода и более ранних попыток, которые доминировали в аналитической философии, а сейчас иногда называются «философией идеального языка». Философия обыденного языка была доминирующей философской школой в период между 1930 и 1970 годами, и она остается важной силой в сегодняшней философии.

## История
Ранняя аналитическая философия низко оценивала обыденный язык. Бертран Рассел стремился избавиться от языка как от того, что не заслуживает какого-либо философского внимания, и тем более от обыденного языка как от слишком запутанного для решения метафизических и эпистемологических проблем. Фреге и члены Венского кружка (особенно Рудольф Карнап), молодой Витгенштейн и У. В. О. Куайн пытались преодолеть неточности обыденного языка путём использования ресурсов современной логики. Точка зрения Витгенштейна, выраженная в его «Логико-философском трактате» более или менее соответствовала той точке зрения Рассела, что обыденный язык должен быть переформулирован так, чтобы он перестал быть двусмысленным и точно репрезентировал мир, чтобы мы с его помощью могли лучше решать философские проблемы.
С другой стороны, позже Витгенштейн описывал свою задачу как возвращение «слов обратно от их метафизического к их каждодневному употреблению». Эта перемена заметна в его неопубликованной работе 1930 года, одними из центральных тезисов которой были идеи о том, что в обыденном языке нет ничего ошибочного, и что многие традиционные философские проблемы являются лишь иллюзиями, порождёнными непониманием языка и связанных с ним вопросов. Первая идея привела к отрицанию подхода ранней аналитической философии, а вторая — к замене этого подхода большим вниманием к языку в его нормальном употреблении для того, чтобы скорее «растворить» философские проблемы, чем чтобы попытаться разрешить их. Изначально философия обыденного языка рассматривалась как расширение или даже как альтернатива аналитической философии. Теперь же, когда термин «аналитическая философия» имеет более менее стандартизированное значение, философия обыденного языка рассматривается как этап развития аналитической традиции, следующий за логическим позитивизмом и предшествующий тому этапу развития аналитической философии, который продолжает разворачиваться сейчас и ещё не имеет своего названия.
Анализ обыденного языка возник и разрабатывался в Оксфорде в 1940-х годах под влиянием Джона Остина и Гильберта Райла и был широко распространён вплоть до конца своей популярности в конце 1960-х годов. Сейчас часто можно слышать заявления о том, что «философия обыденного языка мертва». Витгенштейн, возможно, один из немногих ключевых фигур, которые сохранили свою репутацию до сегодняшнего дня. С другой стороны, лингвистический поворот остается одним из наиболее важных и дискуссионных движений современной мысли, и основания многих результатов этого поворота, ощущаемого во многих академических дисциплинах, могут быть обнаружены в философии обыденного языка.

## Центральные идеи
Идея того, что философия попадает в затруднения, пытаясь понять слова вне контекста их употребления в обыденном языке (контекстуализм), берёт своё начало в Англии.
Например, в вопросе «Что есть реальность?» философы трактовали слово «реальность» как существительное, обозначающее что-то, что обладает определёнными свойствами. Тысячи лет они спорили об этих свойствах. С другой стороны, философия обыденного языка исследует то, как мы употребляем слово «реальность». Иногда люди говорят: «Кажется, что X имеет место, но реально Y имеет место». Это выражение не означает, что существует специальное измерение бытия, где Y истинно в то время, как X истинно в нашем измерении. В действительности, это выражение означает: «X кажется верным, но эта кажимость оказалась ошибочной. Истина в том, что Y». То есть, выражение «реально» скорее похоже на выражение «тем не менее». А фраза «Реально, что…» выполняет схожую функцию — подготовить ожидания слушающего. Более того, когда мы говорим о «реальном оружии», мы не делаем каких-либо метафизических утверждений о природе реальности; мы лишь противопоставляем это оружие игрушечному оружию и т. д.
В действительности, разногласия начинаются тогда, когда философы обыденного языка применяют тот же метод к исследованию таких вопросов как «Что есть истина?», «Что есть сознание?» Философы этой школы настаивают, что мы не можем допустить, что «истина» является «вещью» (в таком же смысле, как столы и стулья являются «вещами»), которая репрезентируется словом «истина». Мы должны обратить наше внимание на то, как слова «истина» и «сознание» фактически функционируют в нашем обыденном языке. В ходе исследования, мы обнаружим, что нет какой-то одной сущности, которой соответствует слово «истина». То есть, мы обнаружим то, что Витгенштейн пытался описать при помощи понятия «семейные сходства». Поэтому философы обыденного языка стремятся быть антиэссенциалистами. Антиэссенциализм и лингвистическая философия, которая ассоциируется с ним, зачастую очень важны для современного феминизма, марксизма и других социально-философских концепций, направленных на критику несправедливости статуса-кво. Приводятся аргументы, что эссенциалист, придерживающийся концепции «истина» как «вещь», тесно связан с идеей доминирования, а отрицание альтернативных истин понимается как отрицание альтернативных форм жизни. Сходные аргументы иногда включают в себя идеи философии обыденного языка и других антиэссенциалистских движений (например, постструктурализма).